# Sabana de Uchire (Venezuela)
Pour les articles homonymes, voir Sabana.
Sabana de Uchire est la capitale de la paroisse civile de Sabana de Uchire de la municipalité de Manuel Ezequiel Bruzual dans l'État d'Anzoátegui au Venezuela.